# دوروثي كمينجوري
دوروثي كمينجوري (بالإنجليزية: Dorothy Comingore)‏ هي موسيقية وممثلة أمريكية، ولدت في 24 أغسطس 1913 بلوس أنجلوس في الولايات المتحدة، وتوفيت في 30 ديسمبر 1971 في الولايات المتحدة.

## أعمال

### أفلام
- (1939) السيد سميث يذهب إلى واشنطن
- (1941) المواطن كين

## وصلات خارجية
- دوروثي كمينجوري على موقع IMDb (الإنجليزية)
- دوروثي كمينجوري على موقع الموسوعة البريطانية (الإنجليزية)
- دوروثي كمينجوري على موقع ألو سيني (الفرنسية)
- دوروثي كمينجوري على موقع أول موفي (الإنجليزية)
- دوروثي كمينجوري على موقع قاعدة بيانات برودواي على الإنترنت (الإنجليزية)
- دوروثي كمينجوري على موقع قاعدة بيانات الأفلام السويدية (السويدية)
- دوروثي كمينجوري على موقع قاعدة بيانات الفيلم (الإنجليزية)
- دوروثي كمينجوري على موقع كينوبويسك (الروسية)